# Novye Burasy
Novye Burasy (in russo Новые Бурасы?) è un insediamento di tipo urbano dell'oblast' di Saratov, in Russia; è il centro amministrativo del distretto Novoburasskij.
Si trova circa 70 km (in linea d'aria) a nord di Saratov.